# Agneberg
Agneberg är en gymnasieskola i centrala Uddevalla.
Den tillhör tillsammans med Östrabo (1 och Y), Margretegärde och Sinclair Sveriges största gymnasieskola med mer än 4000 elever.
På Agneberg finns följande program: Barn- och fritid, Handels och administration, Ekonomi, Hotell- och Restaurang, Livsmedel, Samhällsvetenskap och SPINT (ett internationellt samhälls- och ekonomiprogram). Percy Barnevik är tidigare elev på skolan. Agneberg är en kommunal skola. Rektorer vid skolan är Fredrik Ekstedt, Teuvo Kanerva, Christina Bergstrand och Ulf Nilsson.